# Torrebaja
Torrebaja är en kommun i Spanien.   Den ligger i provinsen Província de València och regionen Valencia, i den centrala delen av landet, 210 km öster om huvudstaden Madrid. Antalet invånare är 463. Arean är 4,7 kvadratkilometer. Torrebaja gränsar till Ademuz och Castielfabib. 
Terrängen i Torrebaja är huvudsakligen platt, men åt sydost är den kuperad.